# Orygocera pauliani
Orygocera pauliani is een vlinder uit de familie van de Depressariidae (Platlijfjes). Deze soort is voor het eerst wetenschappelijk beschreven als Epiphractis pauliani door Pierre Viette in een publicatie uit 1949.
De soort komt voor in Madagaskar.